# CONCACAF Gold Cup 2021 (kwalificatie)
Het kwalificatietoernooi voor de CONCACAF Gold Cup 2021 werd gespeeld om te bepalen welke landen deel mogen nemen aan de Gold Cup van 2021. Niet alle leden van de CONCACAF hoeven mee te doen aan deze kwalificatie. Een deel is al gekwalificeerd of uitgeschakeld via de CONCACAF Nations League. Het toernooi wordt gespeeld tussen 2 en 6 juli 2021, direct voorafgaand aan het hoofdtoernooi.
De eerste ronde zou worden gespeeld in maart 2020. Die wedstrijden konden niet doorgaan, omdat de Concacaf op 13 maart 2020 alle wedstrijden voor de volgende 30 dagen verbood vanwege de Coronapandemie. Op 3 april werd bekendgemaakt dat er ook geen wedstrijden in juni 2020 mochten worden gespeeld. Uiteindelijk besloot men het formaat waarin gespeeld zou worden te veranderen. 
De wedstrijden werden gespeeld in Fort Lauderdale.

## Deelnemende landen
| Groep | Divisie A − derde plaats |
| ----- | ------------------------ |
| 1     | Cuba                     |
| 2     | Bermuda                  |
| 3     | Trinidad en Tobago       |
| 4     | Haïti                    |

| Groep | Divisie B − tweede plaats      |
| ----- | ------------------------------ |
| 1     | Frans-Guyana                   |
| 2     | Montserrat                     |
| 3     | Guyana                         |
| 4     | Saint Vincent en de Grenadines |

| Groep | Divisie C − eerste plaats |
| ----- | ------------------------- |
| 1     | Barbados                  |
| 2     | Bahama's                  |
| 3     | Guatemala                 |
| 4     | Guadeloupe                |

## Oorspronkelijk formaat en loting
In het oorspronkelijke formaat waren er twee rondes. Bij de eerste loting werd een land uit Divisie C gekoppeld aan de land uit Divisie B. Deze twee landen spelen in de eerste ronde tegen elkaar. De winnaar kwalificeert zich voor de tweede ronde, waar ze tegen een land uit Divisie A zijn gekoppeld. De loting om te bepalen welke landen tegen elkaar uitkomen vond plaats op 11 december om 19:00 (UTC−5) in Miami, Verenigde Staten. Door de coronapandemie werd het formaat vervangen en daarmee ook de wedstrijden die uit de loting naar voren kwamen.

## Nieuw formaat
In het nieuwe formaat is gekozen voor een centrale plek waar alle wedstrijden zullen worden gespeeld. (In plaats van een uit- en thuiswedstrijd, zoals oorspronkelijk de bedoeling was.) De centrale plek zal in de Verenigde Staten zijn en zal worden gespeeld in juli 2021. Bij het nieuwe format is gekozen om te spelen in een knock-outsysteem. De 12 landen worden bij de loting verdeeld, waarbij er twee landen aan elkaar gekoppeld worden die in de eerste ronde een wedstrijd tegen elkaar spelen, de winnaar kwalificeert zich voor de tweede ronde. In de groep van 6 landen die in de tweede ronde spelen worden ook steeds twee landen bij elkaar geloot. De drie winnaars van die ronde kwalificeren zich voor het hoofdtoernooi. 

## Loting
De loting was op 28 september 2020 in Miami, Florida om 20:00. De loting vond tegelijk plaats met de loting voor de groepen op het hoofdtoernooi. Voor de indeling van de potten is gekeken naar de FIFA-ranking van augustus 2020. De landen uit de eerste pot werden vooraf ingedeeld. Waarbij het hoogste geklasseerde landen werd gekoppeld aan het laagste geklasseerde landen.
| Vooraf bepaald                                                                         | Pot 1 |
| -------------------------------------------------------------------------------------- | --- |
| Haïti (7) Guatemala (9) Trinidad en Tobago (12) Cuba (14) Guadeloupe (16) Bermuda (17) | Frans-Guyana (18) Guyana (19) Saint Vincent en de Grenadines (23) Barbados (29) Montserrat (30) Bahama's (33) |

Tussen haakjes de CONCACAF-ranking.

## Wedstrijden

### Wedstrijdschema 1
|  | halve finale                   | halve finale             |  |         | finale                   | finale                   |
|  |                                |                          |  |         |                          |                          |
|  | 2 juli – Fort Lauderdale       |                          |  |         |                          |                          |
|  | Haïti                          | 6                        |  |         |                          |                          |
|  | Saint Vincent en de Grenadines | 1                        |  |         | 6 juli – Fort Lauderdale | 6 juli – Fort Lauderdale |
|  |                                |                          |  |         | Haïti                    | 4                        |
|  | 2 juli – Fort Lauderdale       | 2 juli – Fort Lauderdale |  | Bermuda | 1                        |                          |
|  | Bermuda                        | 8                        |  |         |                          |                          |
|  | Barbados                       | 1                        |  |         |                          |                          |

|                           |                                                                                        |              |                                |                                                                      |
| 2 juli 2021 16:30 (UTC−4) | Haïti                                                                                  | 6–1          | Saint Vincent en de Grenadines | DRV PNK Stadium, Fort Lauderdale Scheidsrechter: Oshane Nation (JAM) |
| 2 juli 2021 16:30 (UTC−4) | Nazon 26' (pen.), 59' Pierrot 33' Etienne 37' (pen.) Sutherland 72' (e.d.) Antoine 90' | Externe link | 42' Edwards                    | DRV PNK Stadium, Fort Lauderdale Scheidsrechter: Oshane Nation (JAM) |

|                           |                                                                                           |              |                |                                                                     |
| 2 juli 2021 19:00 (UTC−4) | Bermuda                                                                                   | 8–1          | Barbados       | DRV PNK Stadium, Fort Lauderdale Scheidsrechter: Drew Fischer (CAN) |
| 2 juli 2021 19:00 (UTC−4) | Wells 1', 14', 87' (pen.) Lambe 29' Leverock 39' Pearce 60' (e.d.) Crichlow 66' Lewis 67' | Externe link | 45+1' Holligan | DRV PNK Stadium, Fort Lauderdale Scheidsrechter: Drew Fischer (CAN) |

|                           |                             |              |           |                                                                    |
| 6 juli 2021 19:00 (UTC−4) | Haïti                       | 4–1          | Bermuda   | DRV PNK Stadium, Fort Lauderdale Scheidsrechter: Iván Barton (SLV) |
| 6 juli 2021 19:00 (UTC−4) | Nazon 87' Pierrot 23,28,34' | Externe link | Wells 80' | DRV PNK Stadium, Fort Lauderdale Scheidsrechter: Iván Barton (SLV) |

### Wedstrijdschema 2
|  | halve finale             | halve finale             |  |            | finale                   | finale                   |
|  |                          |                          |  |            |                          |                          |
|  | 3 juli – Fort Lauderdale |                          |  |            |                          |                          |
|  | Guatemala                | 4                        |  |            |                          |                          |
|  | Guyana                   | 0                        |  |            | 6 juli – Fort Lauderdale | 6 juli – Fort Lauderdale |
|  |                          |                          |  |            | Guatemala                | 1 (9)                    |
|  | 3 juli – Fort Lauderdale | 3 juli – Fort Lauderdale |  | Guadeloupe | 1 (10)                   |                          |
|  | Guadeloupe               | 2                        |  |            |                          |                          |
|  | Bahama's                 | 0                        |  |            |                          |                          |

|                           |                        |              |          |                                                                   |
| 3 juli 2021 16:30 (UTC−4) | Guadeloupe             | 2–0          | Bahama's | DRV PNK Stadium, Fort Lauderdale Scheidsrechter: Reon Radix (GRN) |
| 3 juli 2021 16:30 (UTC−4) | Phaeton 61' Mirval 67' | Externe link |          | DRV PNK Stadium, Fort Lauderdale Scheidsrechter: Reon Radix (GRN) |

|                           |                                                              |              |        |                                                                              |
| 3 juli 2021 21:30 (UTC−4) | Guatemala                                                    | 4–0          | Guyana | DRV PNK Stadium, Fort Lauderdale Scheidsrechter: Juan Gabriel Calderón (CRC) |
| 3 juli 2021 21:30 (UTC−4) | Greenidge 21' (e.d.) L. Martínez 54' Lom 71' J. Martínez 80' | Externe link |        | DRV PNK Stadium, Fort Lauderdale Scheidsrechter: Juan Gabriel Calderón (CRC) |

|                           | |              | |                                                                           |
| 6 juli 2021 21:30 (UTC−4) | Guadeloupe                                                                                          | 1–1          | Guatemala                                                                                           | DRV PNK Stadium, Fort Lauderdale Scheidsrechter: Fernando Hernández (MEX) |
| 6 juli 2021 21:30 (UTC−4) | Phaeton 6'                                                                                          | Externe link | 17' L. Martínez                                                                                     | DRV PNK Stadium, Fort Lauderdale Scheidsrechter: Fernando Hernández (MEX) |
| 6 juli 2021 21:30 (UTC−4) | Strafschoppen                                                                                       |              | | DRV PNK Stadium, Fort Lauderdale Scheidsrechter: Fernando Hernández (MEX) |
| 6 juli 2021 21:30 (UTC−4) | Cavaré Phaeton Baron Annerose Solvet Annette Pineau Hauterville Moeson Alphonse Thuram-Ulien Cavaré | 10–9         | Ceballos J. Martínez Santis Barrientos Hernández Pineda Pinto Saravia Peleg Gordillo Jérez Ceballos | DRV PNK Stadium, Fort Lauderdale Scheidsrechter: Fernando Hernández (MEX) |

### Wedstrijdschema 3
|  | halve finale             | halve finale             |  |                    | finale                   | finale                   |
|  |                          |                          |  |                    |                          |                          |
|  | 3 juli – Fort Lauderdale |                          |  |                    |                          |                          |
|  | Cuba                     | 0                        |  |                    |                          |                          |
|  | Frans-Guyana             | 3                        |  |                    | 6 juli – Fort Lauderdale | 6 juli – Fort Lauderdale |
|  |                          |                          |  |                    | Frans-Guyana             | 1 (7)                    |
|  | 2 juli – Fort Lauderdale | 2 juli – Fort Lauderdale |  | Trinidad en Tobago | 1 (8)                    |                          |
|  | Trinidad en Tobago       | 6                        |  |                    |                          |                          |
|  | Montserrat               | 1                        |  |                    |                          |                          |

|                           |                                                                     |              |            |                                                                    |
| 2 juli 2021 21:30 (UTC−4) | Trinidad en Tobago                                                  | 6–1          | Montserrat | DRV PNK Stadium, Fort Lauderdale Scheidsrechter: Bryan López (GUA) |
| 2 juli 2021 21:30 (UTC−4) | Molino 21' (pen.) Joseph 35' Telfer 45+2' García 57' Moore 68', 82' | Externe link | 55' Taylor | DRV PNK Stadium, Fort Lauderdale Scheidsrechter: Bryan López (GUA) |

|                           |              |                    |              |                                  |
| 3 juli 2021 19:00 (UTC−4) | Cuba         | 0–3 (reglementair) | Frans-Guyana | DRV PNK Stadium, Fort Lauderdale |
| 3 juli 2021 19:00 (UTC−4) | Externe link |                    |              | DRV PNK Stadium, Fort Lauderdale |

|                           |                                                                    |              |                                                              |                                                                      |
| 6 juli 2021 16:30 (UTC−4) | Trinidad en Tobago                                                 | 1–1          | Frans-Guyana                                                 | DRV PNK Stadium, Fort Lauderdale Scheidsrechter: Ismail Elfath (USA) |
| 6 juli 2021 16:30 (UTC−4) | Molino 27'                                                         | Externe link | 44' Abelinti                                                 | DRV PNK Stadium, Fort Lauderdale Scheidsrechter: Ismail Elfath (USA) |
| 6 juli 2021 16:30 (UTC−4) | Strafschoppen                                                      |              |                                                              | DRV PNK Stadium, Fort Lauderdale Scheidsrechter: Ismail Elfath (USA) |
| 6 juli 2021 16:30 (UTC−4) | Muckette Hackshaw Peters Fortune Molino Jones Jus. García Gonzales | 8–7          | Vancaeyezeele Atchaliso Evens Baal Éric Adam Marigard Rimane | DRV PNK Stadium, Fort Lauderdale Scheidsrechter: Ismail Elfath (USA) |